# Winter-Paralympics 1994/Medaillenspiegel
Diese Tabelle zeigt den Medaillenspiegel der 6. Winter-Paralympics, die 1994 in Lillehammer stattfanden. Die Platzierungen sind nach der Anzahl der gewonnenen Goldmedaillen sortiert, gefolgt von der Anzahl der Silber- und Bronzemedaillen (lexikographische Ordnung). Weisen zwei oder mehr Länder eine identische Medaillenbilanz auf, werden sie alphabetisch geordnet auf dem gleichen Rang geführt.
| Medaillenspiegel | Medaillenspiegel       | Medaillenspiegel | Medaillenspiegel | Medaillenspiegel | Medaillenspiegel |
| Platz            | Land                   | Goldmedaille     | Silbermedaille   | Bronzemedaille   | Gesamt           |
| ---------------- | ---------------------- | ---------------- | ---------------- | ---------------- | ---------------- |
| 1                | Norwegen               | 29               | 22               | 13               | 64               |
| 2                | Deutschland            | 25               | 21               | 18               | 64               |
| 3                | Vereinigte Staaten     | 24               | 12               | 7                | 43               |
| 4                | Frankreich             | 14               | 6                | 11               | 31               |
| 5                | Russland               | 11               | 11               | 8                | 30               |
| 6                | Österreich             | 7                | 16               | 12               | 35               |
| 7                | Finnland               | 6                | 7                | 12               | 25               |
| 8                | Schweden               | 3                | 3                | 2                | 8                |
| 9                | Australien             | 3                | 2                | 4                | 9                |
| 10               | Neuseeland             | 3                | –                | 3                | 6                |
| 11               | Schweiz                | 2                | 9                | 5                | 16               |
| 12               | Polen                  | 2                | 3                | 5                | 10               |
| 13               | Spanien                | 1                | 6                | 3                | 10               |
| 14               | Kanada                 | 1                | 2                | 5                | 8                |
| 15               | Niederlande            | 1                | –                | 3                | 4                |
| 16               | Dänemark               | 1                | –                | 2                | 3                |
| 17               | Italien                | –                | 7                | 6                | 13               |
| 18               | Japan                  | –                | 3                | 3                | 6                |
| 19               | Slowakei               | –                | 3                | 2                | 5                |
| 20               | Kasachstan             | –                | 1                | –                | 1                |
| 21               | Vereinigtes Königreich | –                | –                | 5                | 5                |
| 22               | Belgien                | –                | –                | 1                | 1                |
|                  | Estland                | –                | –                | 1                | 1                |
|                  | Liechtenstein          | –                | –                | 1                | 1                |
|                  | Tschechien             | –                | –                | 1                | 1                |
| Gesamt           | Gesamt                 | 133              | 134              | 132              | 399              |